# Good Morning (1971)
Good Morning ist ein US-amerikanischer Kurzfilm von 1971 unter der Regie von Ken Greenwald, der auch zusammen mit Denny Evans das Drehbuch schrieb und gemeinsam mit Evans als Produzent auftrat, sowie für den Schnitt verantwortlich war. Der Film wurde 1972 für einen Oscar nominiert.

## Inhalt
Ein Mann wacht zur Zeit des Vietnamkrieges in Los Angeles gegen 7.00 Uhr am Morgen auf und hofft, dass es ein guter Tag für ihn werden möge. Die Realität holt ihn jedoch immer wieder ein und macht ihm einen Strich durch die Rechnung. Dazu tragen vor allem die Nachrichten bei, die das Radio vermeldet und die so deprimierend für den Mann sind, dass er minutenlang mit dem Kopf in den Händen unbeweglich auf seiner Bettkante sitzt. Lustlos begibt er sich sodann in seine Küche, um sich Ei und Toast zuzubereiten, was auch nicht so klappt, wie er es gern gehabt hätte. Am Tisch sitzend schaltet er erneut das Radio ein, aber genauso schnell auch wieder aus. Als er seinen Toast, der nichts geworden ist, mit Butter bestreichen will, bricht dieser durch.
Beim Rasieren schneidet der Mann sich mehr als nur einmal, was seine Laune auch nicht gerade hebt, ebenso wenig wie die Nachrichten, die erneut aus dem Radio ertönen. Schon im Weggehen, gibt der Nachrichtensprecher ihm noch mit auf den Weg, dass Regenschauer zu erwarten sind.

## Produktionsnotizen
Produziert wurde der Film von E/G Films, Seymour Borde & Associates, vertrieben ebenfalls.

## Auszeichnung
Oscarverleihung 1972: Ken Greenwald und Denny Evans nominiert für einen Oscar in der Kategorie „Bester Kurzfilm“, der jedoch an Robert Amram und Manuel Arango und ihren Film Centinelas del silencio (deutsch etwas Wächter der Stille) ging, der einen Einblick in die Kultur und Bauwerke der mexikanischen Ureinwohner gewährt.